# Conopias parvus
El bienteveo guayanés (Conopias parvus), también denominado suelda gargantiamarilla, o barbiblanca, o diadema (en Colombia), mosquero blanquianillado (en Ecuador), atrapamoscas diadema (en Venezuela) o mosquero de garganta amarilla (en Perú), es una especie de ave paseriforme de la familia Tyrannidae perteneciente al género Conopias.  Es nativa de la cuenca amazónica y del escudo guayanés del norte de América del Sur.

## Distribución y hábitat
Se distribuye por el sur y este de Venezuela (oeste de Amazonas hacia el este localmente hasta el este de Bolívar), extremo este de Colombia (este de Vaupés, Guainía), muy localmente al noreste de Ecuador (este de Sucumbíos, extremo sureste de Pastaza), extremo noreste del Perú (norte de Loreto); también en Guyana, Surinam, Guayana francesa y Brasil principalmente al norte de los ríos Amazonas y Solimões (desde el norte de Roraima y alto río Negro al sur hasta el bajo río Negro cerca de Manaus, al este hasta Amapá; también registrado al sur de Tefé cerca del río Urucú en el oeste de Amazonas, en el interfluvio Madeira – Tapajós y en el área de Belém, y en el norte de Bolivia (Pando).
Esta especie es considerada bastante común en su hábitat natural, el dosel y los bordes de selvas húmedas tropicales de regiones bajas y las laderas de montes hasta los 1300 m de altitud, es menos numerosa y local hacia el oeste y sur de la región amazónica.

## Descripción
El bienteveo guayanés mide un promedio de 16,5 cm de longitud y pesa alrededor de 21 g. Su cabeza y face son negras y está rodeada por una lista superciliar blanca que une sus extremos tanto por delante como por detrás. Tiene una mancha amarilla en la corona, semi-oculta. Su espalda es pardo olivácea y sus alas y cola son pardo grisáceas, mientras que sus partes inferiores son de color amarillo intenso, garganta blanca. Tiene un pico relativamente largo, recto y puntiagudo de color negro.

## Comportamiento
Busca alimento en pares, o grupos familiares que permanecen bien arriba del suelo y raramente bajan; a menudo con bandadas mixtas. Es visto frecuentemente al lado del benteveo trilistado (Conopias trivirgatus).

### Alimentación
Regularmente se encarama en las hojas más altas, buscando insectos en el follaje cercano.

### Vocalización
Su llamado es un distintivo campanilleo, alto y rítmico «kliyuyu kliyuyu kliyuyu...» a menudo continuado.

## Sistemática

### Descripción original
La especie C. parvus fue descrita por primera vez por el ornitólogo austríaco August von Pelzeln en 1868 bajo el nombre científico Pitangus parvus; su localidad tipo es: «Marabitanas, Río Negro, Brasil».

### Etimología
El nombre genérico masculino «Conopias» se compone de las palabras del griego «kōnōpos» que significa ‘mosquito’, ‘jején’, y «piazō» que significa ‘que aprovecha’; y el nombre de la especie «parvus», en latín significa ‘pequeño’, ‘corto’.

### Taxonomía
Anteriormente, junto al bienteveo del Chocó Conopias albovittatus estuvieron separadas en un género Coryphotriccus, principalmente con base en el pico ligeramente mayor y la presencia de una mancha en la corona, pero la morfología de la siringe es similar a las otras especies del corriente género. Estas dos especies ya fueron también consideradas conespecíficas pero difieren en el plumaje y especialmente en la vocalización; la separación fue aprobada en la Propuesta No 251 al Comité de Clasificación de Sudamérica (SACC); los datos genético-moleculares indican una diferencia substancial entre ambas, a pesar de ser especies hermanas que conforman un clado con el par formado por Conopias trivirgatus y C. cinchoneti. Es monotípica.